# میهو اوکاساکی
میهو اوکاساکی (انگلیسی: Miho Okasaki؛ زادهٔ ۲۲ نوامبر ۱۹۹۸) صداپیشه اهل ژاپن است. وی از سال ۲۰۱۷ میلادی تاکنون مشغول فعالیت بوده‌است.